# Amédée Emmanuel François Laharpe
Amédée Emmanuel François Laharpe (Château Hutins, 27 settembre 1754 – Codogno, 8 maggio 1796) è stato un generale svizzero naturalizzato francese sotto Napoleone Bonaparte nella campagna d'Italia del 1796 in qualità di comandante di divisione.

## Biografia
Laharpe nacque in Svizzera ed era fratello di Frédéric-César de la Harpe, uomo politico. Appresa la notizia della presa della Bastiglia, Laharpe a Berna partecipò a festeggiamenti. Ricercato per questo motivo dalle autorità, si rifugiò in Francia, dove si arruolò nell'esercito.
Laharpe prestò servizio come generale di divisione durante la campagna d'Italia. Vedendo fuggire Beaulieu, Napoleone prese Fombio, catturando 2500 prigionieri austriaci, l'artiglieria e le bandiere. Gli Austriaci rimasti ripiegarono su Pizzighettone. Il Generale Laharpe invece, occupò Codogno sulla strada di Pavia e Lodi. Al frastuono della moschetteria, Laharpe accorse e fu ucciso per errore dal fuoco dei suoi stessi soldati. Berthier, avvisato subito della morte dell'amico, piombò a Codogno, riordinò le truppe di Laharpe e mise in fuga il nemico, inseguendolo fino a Casalpusterlengo: così Beaulieu fu costretto a ritirarsi precipitosamente con i suoi uomini verso Lodi, dove poi fu sconfitto in battaglia.